# Eurytides iphitas
The Yellow Kite Swallowtail (Eurytides iphitas) là một loài bướm ngày thuộc họ Papilionidae. Nó là loài đặc hữu của Brasil.